# 13956 Banks
13956 Banks è un asteroide della fascia principale. Scoperto nel 1990, presenta un'orbita caratterizzata da un semiasse maggiore pari a 2,5276234 UA e da un'eccentricità di 0,1167277, inclinata di 8,07612° rispetto all'eclittica.